# Draft (sport)
Pour l’article homonyme, voir Draft.
La  draft (anglicisme), également appelée repêchage au Québec, est une procédure utilisée dans tous les sports collectifs nord-américains consistant à réserver ou choisir, transférer et intégrer des joueurs dans un nouveau club suivant des règles précises. Il s'agit d'un évènement annuel qui a normalement lieu à l'inter-saison. Il est comparable à une bourse aux joueurs, où les clubs sélectionnent des sportifs issus de l'université, de l'école secondaire ou d'une autre ligue.

## Principe
Le draft a lieu une fois par an durant l'inter-saison (ou en cours de saison pour la MLB). Les clubs sélectionnent un nombre limité de joueurs à tour de rôle, dans la liste des joueurs disponibles (à savoir les joueurs universitaires éligibles qui se sont présentés à la draft), et obtiennent ainsi un droit exclusif pour signer des contrats avec les joueurs choisis. Selon les sports, le draft se déroule sur deux tours ou plus. Ce système assure une régulation de la concurrence entre les équipes, limite l'envolée des prix des joueurs, assure un salaire minimum pour les débutants, et empêche un club avec de gros moyens financiers de signer tous les meilleurs joueurs disponibles. Les équipes ayant eu des résultats moins bons la saison précédente choisissent généralement en premier, afin de rééquilibrer la compétition.
La sélection d'un joueur offre au club les droits exclusifs pour signer un contrat avec ce joueur. Les droits d'un joueur « drafté » (ou repêché), sont échangeables comme n'importe quel joueur. Certains sports autorisent l'échange de choix futurs contre un joueur.
Le procédé a lieu dans tous les principaux sports collectifs aux États-Unis et au Canada : basket-ball, baseball, football canadien, football américain, hockey sur glace et football (soccer).
Ce système de draft diffère fondamentalement du système européen, où les jeunes joueurs sont soit formés directement dans le centre de formation d'un club professionnel, soit libres de signer où bon leur semble.

## Les quatre grandes ligues majeures

### MLB
Les premiers systèmes de draft sont introduits dès les années 1880 par les ligues majeures de baseball. Le but de ces systèmes est de limiter au maximum la concurrence entre les franchises qui pousse à une hausse des primes de signature pour s'attacher les meilleurs joueurs. Le système de draft réformé en 1892 apparaît assez efficace jusqu'aux années 1960. On assiste alors à un emballement du système menant à une concurrence entre les franchises.
Le premier draft dans le milieu amateur se tient les 8 et 9 juin 1965. Au baseball, il est courant qu'un joueur refuse le contrat proposé, généralement pour pouvoir poursuivre ses études. Il est interdit à un même club de drafter un même joueur deux saisons consécutives sans l'accord écrit du joueur.
En cas d'expansion, il existe une formule dite de draft d'expansion pour permettre aux nouvelles franchises de piocher dans les effectifs des autres franchises.

### NFL
Le premier draft de la NFL a eu lieu en 1936. Pour être sélectionnables, les joueurs qui s'inscrivent au draft doivent avoir quitté l'école secondaire depuis plus de trois ans.
Dans la NFL (football américain) et dans la LMB (baseball), l'ordre du draft est l'ordre inverse du classement de l'année précédente : la plus mauvaise équipe obtient le premier choix, tandis que le vainqueur du Super Bowl ou des Séries mondiales obtient le dernier.

### KHL, LNH et NBA
Dans la Ligue nationale de hockey (LNH), la Ligue continentale de hockey (KHL), comme dans la National Basketball Association (NBA), le système comporte une part de hasard dans l'ordre de sélection. Ce système vise à empêcher que les équipes ne sabordent volontairement leur saison dans le but d'obtenir ensuite le premier choix.

### MLS
La Major League Soccer (MLS) a un règlement particulièrement compliqué[Comment ?] et organise différentes sessions de draft chaque année. Ce système vise à maintenir des joueurs de bon niveau dans cette ligue et à protéger les clubs de MLS/LMS de la concurrence des clubs des championnats européens pour le recrutement. Les différents types de draft de la MLS :
- MLS SuperDraft
- MLS Re-Entry Draft
- MLS Supplemental Draft
- Des draft d'expansion ou de dispersion sont organisés en cas d'entrée ou de dissolution d'une équipe dans la ligue.

## Draft d'urgence
Il y a eu dans l'histoire du sport de nombreux accidents qui ont causé la mort d'équipes entières. L'équipe de football du Torino Football Club n'eut qu'un seul survivant dans le drame de Superga en 1949. En 1993, l'accident de l'équipe nationale de Zambie causa la mort de la totalité des passagers de l'avion, dont 18 membres de l'équipe de football.
D'autres accidents eurent lieu : l'équipe américaine de patinage artistique en 1961, le crash aérien de Munich de 1958, les équipes de football américain de Wichita State University et de Marshall University en 1970, l'équipe de basketball de l'Université d'Evansville en 1977, l'équipe américaine de boxe en 1980 et l'équipe russe de hockey sur glace du Lokomotiv Yaroslavl en 2011.
En conséquence, il existe dans certaines ligues sportives des procédures d'urgence, appelées draft d'urgence, au cas où une ou plusieurs équipes seraient victimes d'accidents. À ce jour, seule la Ligue continentale de hockey (KHL) a eu à les mettre en action.

### KHL
Dans la Ligue continentale de hockey, chacun des autres clubs doit rendre disponible jusqu'à un maximum de trois joueurs. De plus, le club victime de l'accident peut faire monter jusqu'à un maximum de 5 joueurs de son club-école. Cette procédure a été utilisée une seule fois, par le Lokomotiv Iaroslavl en 2011. Par ailleurs, l'équipe victime se verra attribuer d'office une place en séries éliminatoires la saison suivante, une place garantie dans la loterie du prochain draft (elle obtiendra au moins le 4e choix au total) et le droit de protéger pour cinq ans n'importe quel joueur de son club-école.

## Draft d'expansion
La draft d'expansion est une forme particulière de draft. Elle est mise en place généralement lors de la création d'une nouvelle franchise en permettant à cette dernière de choisir ses joueurs parmi les équipes déjà existantes.

## Draft de dispersion
Il est organisé quand une équipe est dissoute afin de répartir ses joueurs dans les autres franchises.